# Аллея к замку Каммер
«Аллея к замку Каммер» (нем. Allee zum Schloss Kammer), также «Аллея в парке перед замком Каммер» (нем. Allee im Park vor Schloss Kammer) — пейзаж австрийского художника Густава Климта, обнаруживающий влияние Ван Гога и в частности сходство с его работой «Большие платаны» 1889 года. Замок на воде Каммер в Шёрфлинге на берегу озера Аттерзе, традиционном месте летнего отдыха художника, присутствует ещё на четырёх его пейзажах под общим названием «Замок Каммер на Аттерзе», на которых он изображён уже со стороны воды.
Наряду с «Яблоней I» или «Розовым садом» «Аллея к замку Каммер» — признанный шедевр экспрессионизма в специфическом исполнении Густава Климта. В «Аллее» впервые обнаруживается его новый подход: художник сразу наносит толстым слоем на полотно кляксы чёрного, лимонно-жёлтого и фиолетового цвета. Ветви деревьев обведены чёрным контуром, стволы выполнены в серо-голубых тонах с кричащими жёлтыми оттенками и редкими красно-фиолетовыми бликами. Тёмные кроны деревьев на уходящей вдаль к замку парковой аллее образуют узкий туннель и затягивают зрителя в глубину картины. Под стать необычно «радикальной» композиции с выраженной перспективой Густав Климт подбирает удивительную цветовую гамму со светящимися жёлтыми тонами, которые пронзительно контрастируют с энергично выписанными серо-голубыми и фиолетовыми оттенками деревьями.
В 1914 году «Аллея к замку Каммер» принимала участие в выставке Союза чешсконемецких художников в Праге. Пейзаж принадлежал австрийскому промышленнику и меценату Виктору Цукеркандлю, после его смерти и смерти супруги Паулы в 1927 году был приобретён галереей Бельведер у наследников в 1929 году.